# Ramón José Maldonado y Cocat
Ramón José Maldonado y Cocat (Madrid 1916-Pamplona 1990) fue un historiador y heraldista español que centró su obra principalmente en Castilla-La Mancha y La Rioja y en la localidad de Almagro, de la que fue cronista oficial. Fue asimismo secretario de la Ciudad Real y académico correspondiente de las Reales Academias de la Historia y de Bellas Artes de San Fernando. Por encargo de la junta preautonómica diseñó en 1977 la bandera de Castilla-La Mancha.
Entre su abundante producción bibliográfica se puede destacar: "Almagro, cabeza de la Orden y Campo de Calatrava" (1978); "El solar de Valdeosera. Hidalguías Riojanas" (1949); "Nobiliario Riojano" (1948); "Estampas manchegas" (1969); "La heráldica municipal en la provincia de Ciudad Real" (1963); "La Rioja en la guerra de las Comunidades" (1948).
- Datos: Q6099748